# Пакштас, Казис
Казис Пакштас (лит. Kazys Pakštas; 29 июня 1893, Ужпаляйская волость, Литва — 11 сентября 1960, Чикаго, США) — литовский географ, путешественник и общественный деятель, президент Литовского географического общества, один из основоположников литовской геополитики и автор концепции «Балтоскандия» (лит. Baltoskandija).

## Краткая биография
Казис Пакштас родился 29 июня 1893 года на хуторе Алинаука Ужпаляйской волости, в крестьянской семье Адомаса Пакштаса (лит. Adomas Pakštas) и Оны Пакштене (лит. Ona Pakštienė). В 1908 году окончил начальную школу в городе Ужпаляй. В 1912—1913 годах учился в Каунасской духовной семинарии, а позже работал фармацевтом в Бирштонасе.
В 1914 году уехал в США, а спустя год поступил в Университет Валпарейзо штата Индиана. Позднее Пакштас был зачислен на кафедру социологии в Фордемский университет, который успешно окончил в 1918 году.
В 1919—1923 годах стал студентом Фрибургского университета в Швейцарии, где изучал естественные науки и защитил докторскую диссертацию по теме «Климат Литвы» (лит. „Lietuvos klimatas“). Вернувшись в США, он стал редактором американских газет на литовском языке — «Darbininkas» (рус. Рабочий) и «Draugas» (рус. Друг).
Осенью 1925 году Казис Пакштас вернулся в Литву и с 1925 по 1939 годы преподавал географию. С 1925 года получил звание доцента, а в 1929 года стал профессором. С этого времени он принимал активное участие в научной работе: определил климатические зоны Литвы, начал работу по систематическому исследованию озер, а в 1938 году даже был предложен в качестве кандидата на пост президента Литовской Республики.
В 1939 году Пакштас переехал в США. В 1939—1941 годах преподавал в Калифорнийском университете. В 1941 году в Чикаго профессор основал институт культуры Литвы и возглавлял его до 1943 года. В 1950 году избран вице-президентом Центрально-Европейского Союз христианских демократов и был им вплоть до 1959 года. Также он участвовал в различных международных научных конгрессах. 11 сентября 1960 года Казис Пакштас умер в Чикаго и был похоронен на кладбище Святого Казимира.

## Геополитические проекты

### Балтоскандия
Балтоскандинавская конфедерация (лит. Baltoskandijos konfederacija) или Балтоскандия (лит. Baltoskandija) — разработанная Казисом Пакштасом геополитическая региональная концепция союза стран Балтии и Скандинавии, в который он помимо Литвы также включал Швецию, Данию, Норвегию, Финляндию, Эстонию и Латвию. Целью союза было помочь малым государствам противостоять давлению крупных. Объединяться в союз должны были страны, которые чувствуют себя похожими по размеру, географии, вере, уважению и терпимости.

### Резервная Литва
«Резервная Литва» (лит. Atsarginė Lietuva) или «Даусува» (лит. Dausuva) — проект Казиса Пакштаса по созданию литовской колонии в геополитически безопасном районе. Основываясь на классических геополитических схемах, он предсказал, что находясь между двумя большими государствами (Германией и Россией), Литве будет некуда расширяться в будущем, и она может быть оккупирована этими странами и ассимилирована. Кроме того, К. Пакштас опасался, что спонтанно и непреднамеренно эмигрирующие литовцы (и до и, особенно после Первой мировой войны многие литовцы уехали в американские страны, чтобы заработать денег или поселиться на постоянной основе) в конечном итоге лингвистически и культурно ассимилируются с народами принимающих стран. По его мнению, эмиграцию из Литвы следует планировать и регулировать, постепенно создавая такую колонию литовских эмигрантов, в которой литовцы образуют так называемую «критическую популяцию», как будто только после образования такого нового уникального очага мирового литовства им уже не будет угрожать полное исчезновение.
Поэтому К. Пакштас предложил срочно создать новую, «резервную» Литву, решив тем самым проблему национализации литовской диаспоры. С этой целью предполагось выкупить землю в менее населённой части Африки или Америки. Основной поток эмиграции из Литвы должен был быть направлен на те выкупленные земли, где, по мнению К. Пакштаса, литовский народ мог бы расширяться и процветать.
В 1924 году Казис Пакштас считал Квебек лучшим местом для такой колонии. Позже его внимание переключилось на штат Сан-Паулу (Бразилия) (1927), Анголу (1930) и Мадагаскар. Попытки основать литовскую колонию в Венесуэле были прекращены из-за нестабильной политической ситуации. В итоге было решено основать литовскую колонию в Британском Гондурасе. Были проведены встречи с властями Британского Гондураса для заключения договора о покупке или аренде земли. Но из-за подъёма движения за независимость в Британском Гондурасе этот проект не был реализован. Последним рассматриваемым местом для Даусувы были Багамские острова, но поддержка этого проекта ослабевала, и он так и не был реализован.
Идея «Резервной Литвы» не получила серьёзной поддержки в правящих классах Литовской Республики. Позднее на основе этой идеи драматург Мариус Ивашкявичюс написал трехчастную пьесу «Мадагаскар» (лит. Madagaskaras).
Казис Пакштас считал, что литовцам надо найти более безопасную территорию и основать там свою колонию. Он предложил найти место, которое наполовину не зависело бы от Литвы и стало бы настоящим «раем» для литовцев. Сначала географ выбрал Кубу, позже хотел осуществить эту идею в Сан-Паулу (Бразилия) или на Мадагаскаре. Пакштас придумал и название этой утопической колонии — Даусува (лит. Dausuva) или «Резервная Литва» (лит. Atsarginė Lietuva).